# Бэджли, Пенн
Пенн Дейтон Бэджли (англ. Penn Dayton Badgley; род. 1 ноября 1986) — американский актёр и музыкант.

## Ранние годы
Пенн Бэджли родился в Балтиморе (Мэриленд) и детство прожил в Ричмонде (Вирджиния) и Сиэтле (Вашингтон). В Сиэтле будущий актёр участвовал в спектаклях детского театра и записывался на детском радио. В одиннадцать лет переехал в Голливуд, где серьёзно занялся исполнительским творчеством как актёр и певец, записав в 1998 году свой первый сингл. Закончив в 17 лет Колледж в Санта Монике, поступил в Университет Южной Калифорнии, однако из-за заключённых договоров вынужден был отсрочить учёбу.

## Карьера
В 1999 году участвовал в озвучивании компьютерной игры «Mario Golf 64», а в 2000 году — «Mario Tennis 64».
На телеэкранах появился впервые в 1999 году в небольшом эпизоде в телесериале «Уилл и Грейс», затем в телесериалах — «Даддио», «Братья Гарсиа» и «Всё лучшее в тебе». Роль Филлипа Чанселлора IV в десяти эпизодах телесериала «Молодые и дерзкие» (2000) принесла ему известность, и молодой актёр был номинирован в 2001 году на американскую Премию молодым актёрам за лучшую работу в телесериалах.
Первой заметной ролью в кино стала роль Скотта Такера в фильме «Сдохни, Джон Такер!» (2006). Картина принесла $14,3 млн в первые выходные показа. Однако широкую популярность актёру принесла роль Дэна Хамфри в телесериале «Сплетница» (2007—2012).
На данный момент Пенн является фронтменом бруклинской группы Motherband.

## Личная жизнь
С 2017 года Бэджли женат на певице Домино Кёрк. 11 августа 2020 года у пары родился сын Джеймс Бэджли.
В 2015 году Пенн Бэджли принял веру бахаи.

## Фильмография
| Год       |     | Русское название            | Оригинальное название      | Роль                      |
| --------- | --- | --------------------------- | -------------------------- | ------------------------- |
| 1999      | ки  | —                           | Mario Golf                 | парнишка                  |
| 1999      | с   | Уилл и Грейс                | Will & Grace               | Тодд                      |
| 2000      | ки  | —                           | Mario Tennis               | Алекс                     |
| 2000      | с   | Бык                         | Bull                       | н/д                       |
| 2000      | с   | Молодые и дерзкие           | The Young and the Restless | Филлип Чанселлор IV       |
| 2000      | с   | Даддио                      | Daddio                     | Тодд                      |
| 2000—2001 | с   | Братья Гарсиа               | The Brothers Garcia        | Эдди Бауэр                |
| 2001      | ф   | Подсос                      | The Fluffer                | юный Шон                  |
| 2002      | с   | Комната кошмаров            | The Nightmare Room         | студент                   |
| 2002      | с   | Всё лучшее в тебе           | What I Like About You      | Джейк                     |
| 2002—2003 | с   | Всё по новой                | Do Over                    | Джоэл Ларсен              |
| 2003      | с   | Сумеречная зона             | The Twilight Zone          | Трейс Мэлоун              |
| 2004      | ф   | Дебатирующий Роберт Ли      | Debating Robert Lee        | оппонент Мэтта на дебатах |
| 2004—2005 | с   | Гора                        | The Mountain               | Сэм Танни                 |
| 2006      | с   | Дневники Бедфорда           | The Bedford Diaries        | Оуэн Грегори              |
| 2006      | ф   | Сдохни, Джон Такер!         | John Tucker Must Die       | Скотт                     |
| 2007      | ф   | Закусочная смерти           | Drive Thru                 | Вэн                       |
| 2007—2012 | с   | Сплетница                   | Gossip Girl                | Дэн Хамфри                |
| 2008      | ф   | Неугасающий                 | Forever Strong             | Ларс                      |
| 2009      | ф   | Отчим                       | The Stepfather             | Майкл Хардинг             |
| 2009      | кор | Жонглёр                     | The Juggler                | студент                   |
| 2009      | ф   | Отличница лёгкого поведения | Easy A                     | «Сурок» Тодд              |
| 2011      | ф   | Предел риска                | Margin Call                | Сет Брегман               |
| 2012      | ф   | —                           | Periods.                   | н/д                       |
| 2012      | кор | К востоку от Эдем           | East of Eden               | н/д                       |
| 2012      | ф   | Привет от Тима Бакли        | Greetings from Tim Buckley | Джефф Бакли               |
| 2014      | ф   | Одна миллиардная доля       | Parts Per Billion          | Эрик                      |
| 2014      | ф   | Цимбелин                    | Cymbeline                  | Леонат Постум             |
| 2015      | с   | Пощёчина                    | The Slap                   | Джейми                    |
| 2016      | ф   | Канцелярский магазин        | The Paper Store            | Сигурд Россдейл           |
| 2016      | ф   | Аладдин Адама Грина         | Adam Green’s Aladdin       | принц                     |
| 2018—н.в  | с   | Ты                          | You                        | Джо Голдберг              |

### Музыкальные видео
| Год  | Название        | Исполнитель   | Режиссёр           | Роль                | Прим. |
| ---- | --------------- | ------------- | ------------------ | ------------------- | ----- |
| 2024 | The Boy Is Mine | Ариана Гранде | Кристиан Бреслауэр | Майор Макс Стерлинг | [ 6 ] |